# 玉猪握

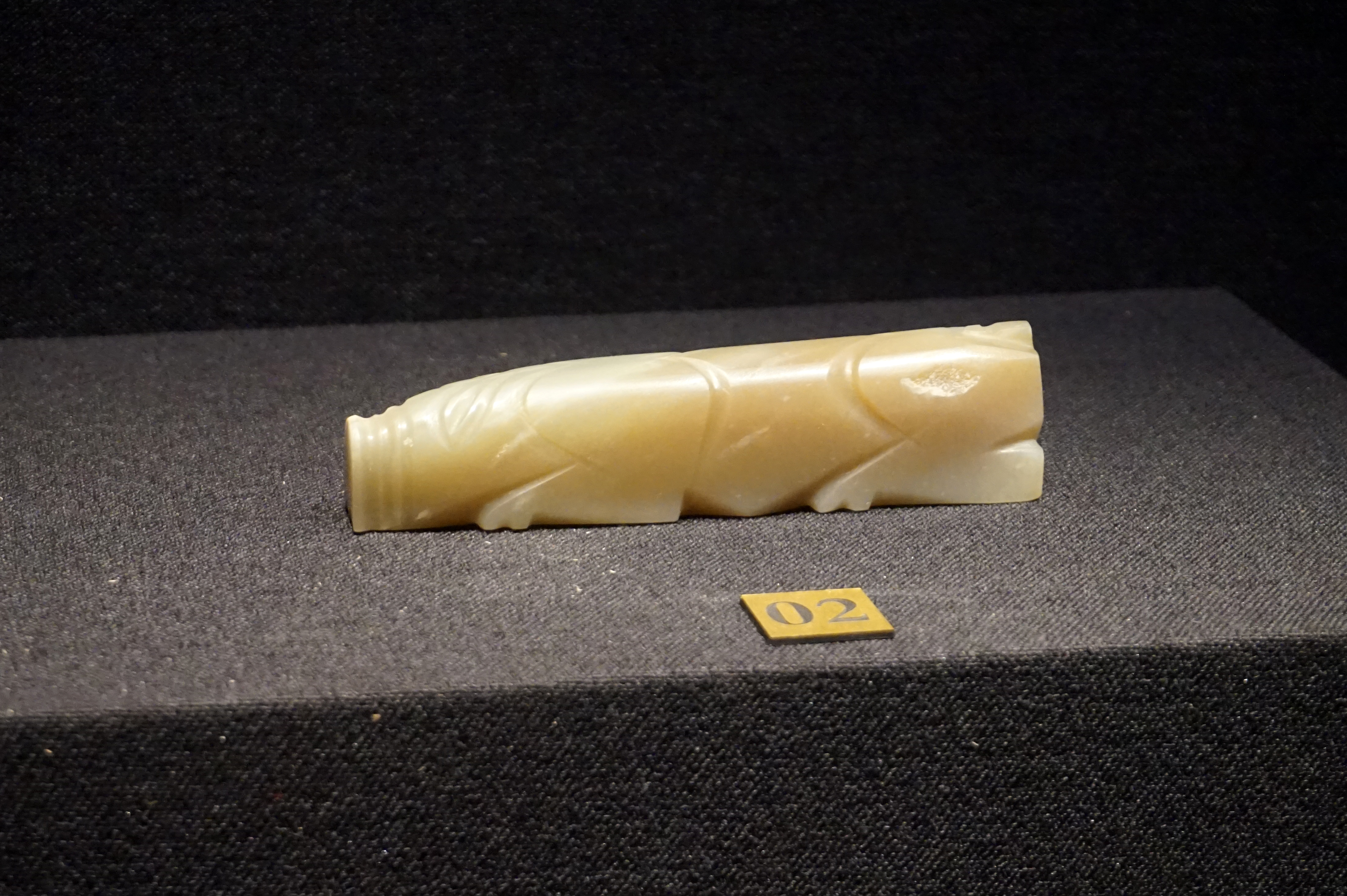
东汉猪形玉握

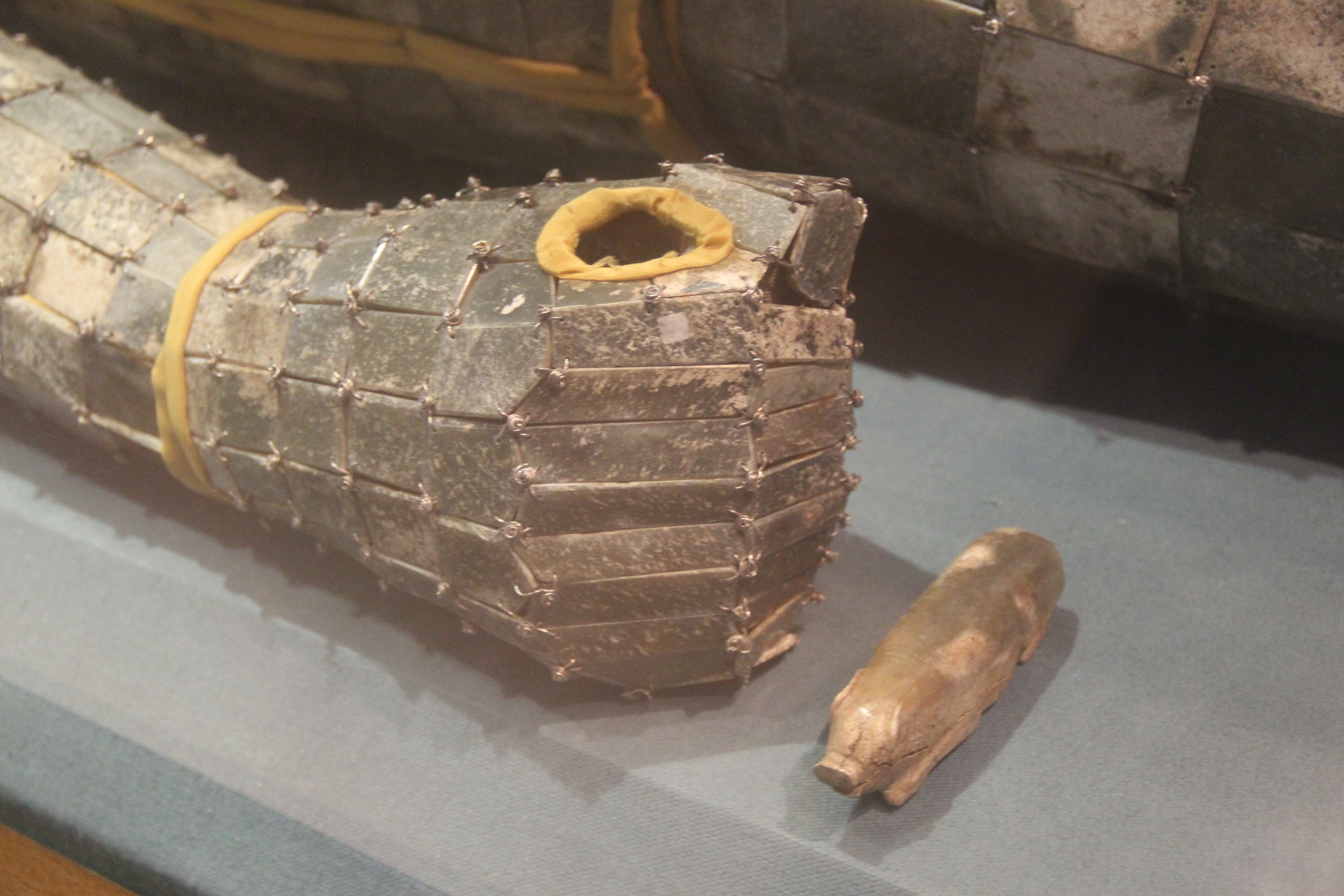
西汉刘和银缕玉衣与猪形玉握

玉猪握，或猪形玉握，是中国两汉魏晋南北朝时期流行的丧葬用玉。形制多为柱形，刻出猪状，风格多具象而写意。下葬时置于死者手中。除用真玉外，也用滑石、煤精等。